# Ztraceni v lásce
Ztraceni v lásce (v originálu Jusqu'à toi, tj. Až k tobě) je francouzsko-kanadský hraný film z roku 2009, který režírovala Jennifer Devoldère podle vlastního scénáře. Snímek v ČR vyšel na DVD v roce 2010.

## Děj
Chloé má 26 let, bydlí sama v Paříži a pracuje jako novinářka. Jack je Američan. Pracuje jako programátor a právě se rozešel se svou přítelkyní Lisou. Ve spotřebitelské soutěži vyhraje zájezd do Paříže. Chloé letí na služební cestu do Bruselu. Na zpáteční cestě Jackovi a Chloé na letišti omylem vymění zavazadla. Chloé se probírá věcmi neznámého a představuje si, jaký asi je. V kufru nalezne svou oblíbenou knihu Sto roků samoty a na Jackův foťák pořídí své snímky. Jack zatím čeká v hotelu na výměnu zavazadla, v Paříži se mu nelíbí a touží se co nejrychleji vrátit. V hotelu je navíc ubytována rodina otravných Američanů, kteří přijeli do Evropy po stopách románu Šifra mistra Leonarda. Po několika dnech se mu kufr vrátí a tak se vrátí zpět do Spojených států. Doma objeví Chloéiny fotografie a tak se vrátí do Paříže, aby ji našel. Recepční z hotelu mu pomůže najít podle fotografií její dům. O Chloé se zajímá její kolega z práce. Protože ji nenalezne doma, nechá jí vzkaz, že na ni čeká na schodech před bazilikou Sacré-Cœur. Při setkání je Chloé okouzlena, ale postupně zjišťuje, že Jack není tak ideální, jak si ho vysnila. Jack se bez rozloučení vrací domů. Chloé však za ním přijede, aby mu oznámila, že ho miluje.

## Obsazení
| Mélanie Laurentová | Chloé    |
| Justin Bartha      | Jack     |
| Valérie Benguigui  | Myriam   |
| Yvon Back          | Didier   |
| Billy Boyd         | Rufus    |
| Maurice Bénichou   | recepční |
| Géraldine Nakache  | Josée    |